# Jim Bacchus
James Bacchus, detto Jim (Nashville, 21 giugno 1949), è un politico e avvocato statunitense, membro della Camera dei Rappresentanti per lo stato della Florida dal 1991 al 1995.

## Biografia
Nato in Tennessee, Bacchus si laureò in legge dopo il servizio militare nell'esercito e lavorò come avvocato per alcuni anni. Successivamente collaborò con il governatore della Florida Reubin Askew, svolgendo la funzione di speechwriter (redattore di discorsi).
Nel 1990 si candidò alla Camera dei Rappresentanti come membro del Partito Democratico e venne eletto. Due anni dopo cambiò distretto congressuale e venne rieletto, ma alla fine di questo mandato decise di non chiederne un altro e andò a lavorare presso l'organo d'appello dell'Organizzazione Mondiale del Commercio. Dopo aver servito anche come presidente dell'organo d'appello, Bacchus lasciò l'incarico per lavorare al Dipartimento della Difesa.